# أولاد بيه (جنان بويه)
أولاد بيه هي إحدى مشيخات المملكة المغربية، تتبع جغرافيا لإقليم اليوسفية وإداريًا لجنان بويه. يقدر عدد سكانها بـ 9170 نسمة حسب الإحصاء الرسمي للسكان والسكنى لسنة 2004.